# Президентский комплекс
Президентский комплекс (тур. Cumhurbaşkanlığı Külliyesi) ― официальная резиденция президента Турецкой Республики. Комплекс расположен в районе Бештепе города Анкары, внутри Лесной фермы Ататюрка. 
В соответствии с концепцией «Новой Турции», выдвинутой президентом Реджепом Тайипом Эрдоганом, президентский Дворец Чанкая станет главным министерским комплексом, а сам президент переедет во вновь построенный дворец. Это произошло вскоре после парламентских выборов, состоявшихся в июне 2015 года, когда дворец был официально провозглашён резиденцией президента Турции. Он был официально открыт президентом Эрдоганом в День Республики, 29 октября 2014 года. 
Президент Эрдоган предложил назвать новую президентскую резиденцию Cumhurbaşkanlığı Külliyesi, имея в виду традиционный комплекс с мечетью. Это именование было официально принято в качестве официального названия резиденции 3 июля 2015 года. Стоимость строительства резиденции оказалась в два раза выше первоначальной оценки в 600 миллионов долларов США. Президентский комплекс является местом размещения крупнейшей библиотеки страны с пятью миллионами книг. 
10 июля 2015 года Государственный совет Турции постановил, что строительство дворца было противозаконно и издал указ о том, чтобы освободить его Однако президент заявил, что решение о постройке является ultra-vires, ссылаясь на статью 105 (2) Конституции Турецкой Республики, которая гласит: «Решения и распоряжения, подписанные Президентом Республики по собственной инициативе, не могут быть обжалованы ни в какой юридической инстанции, включая Конституционный суд». 

## Бункер C4I
По некоторым данным, в комплексе Президентского дворца находится сверхсекретный центр командования и управления спецоперациями, расположенный в безопасном бункере. В центре имеется 143 экрана визуального командного центра, который сопоставляет данные, полученные с БПЛА, MOBESE CCTV, телевидения и 3G-передач из всех 81 провинции Турции. Жандармерия, Дирекция по чрезвычайным ситуациям и чрезвычайным ситуациям, Управление информационных и коммуникационных технологий (БТК), Вооруженные силы Турции и Массачусетский технологический институт могут предоставлять прямые трансляции в Президентский командный центр. 

## Галерея

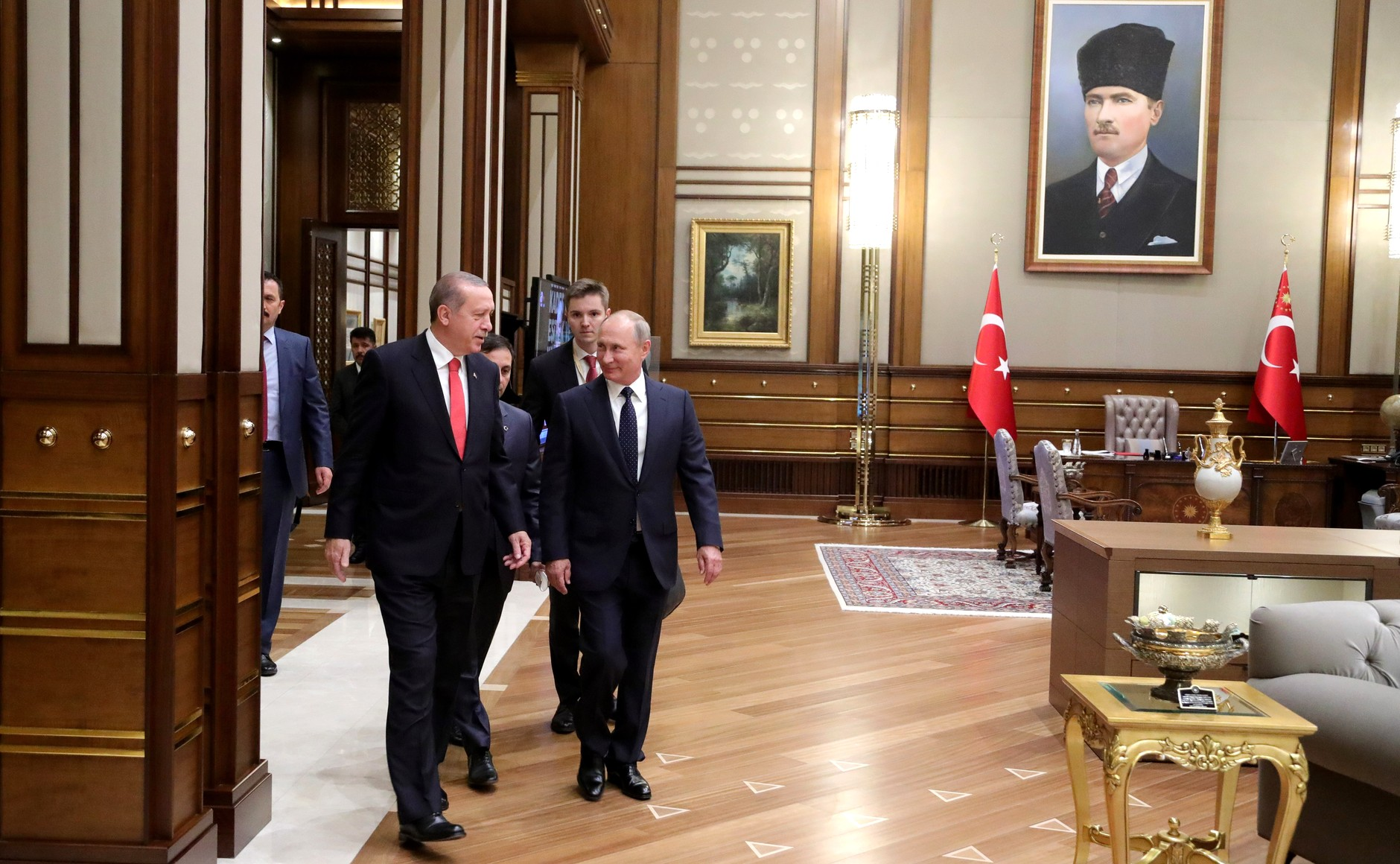
Рабочий кабинет президента Эрдогана.
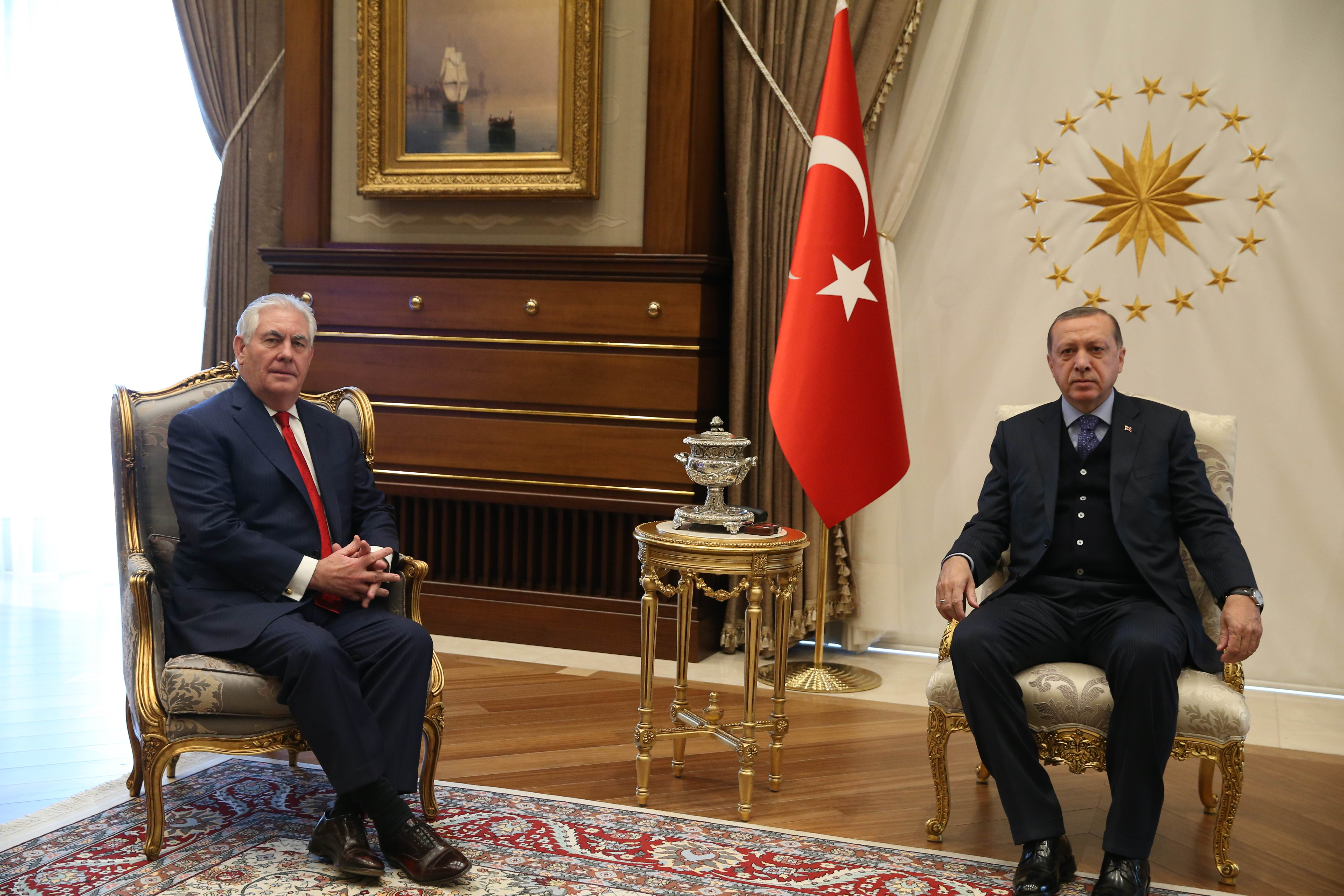
Комната для переговоров